# Каратал (река)
Карата́л (каз. Қаратал; в пер. с каз. «черная ива») — река в Жетысуской области Казахстана. Протекает по территории Ескельдинского и Каратальского районов. До впадения реки Уштарак некогда называлась Нуртайозек.

## Гидрография

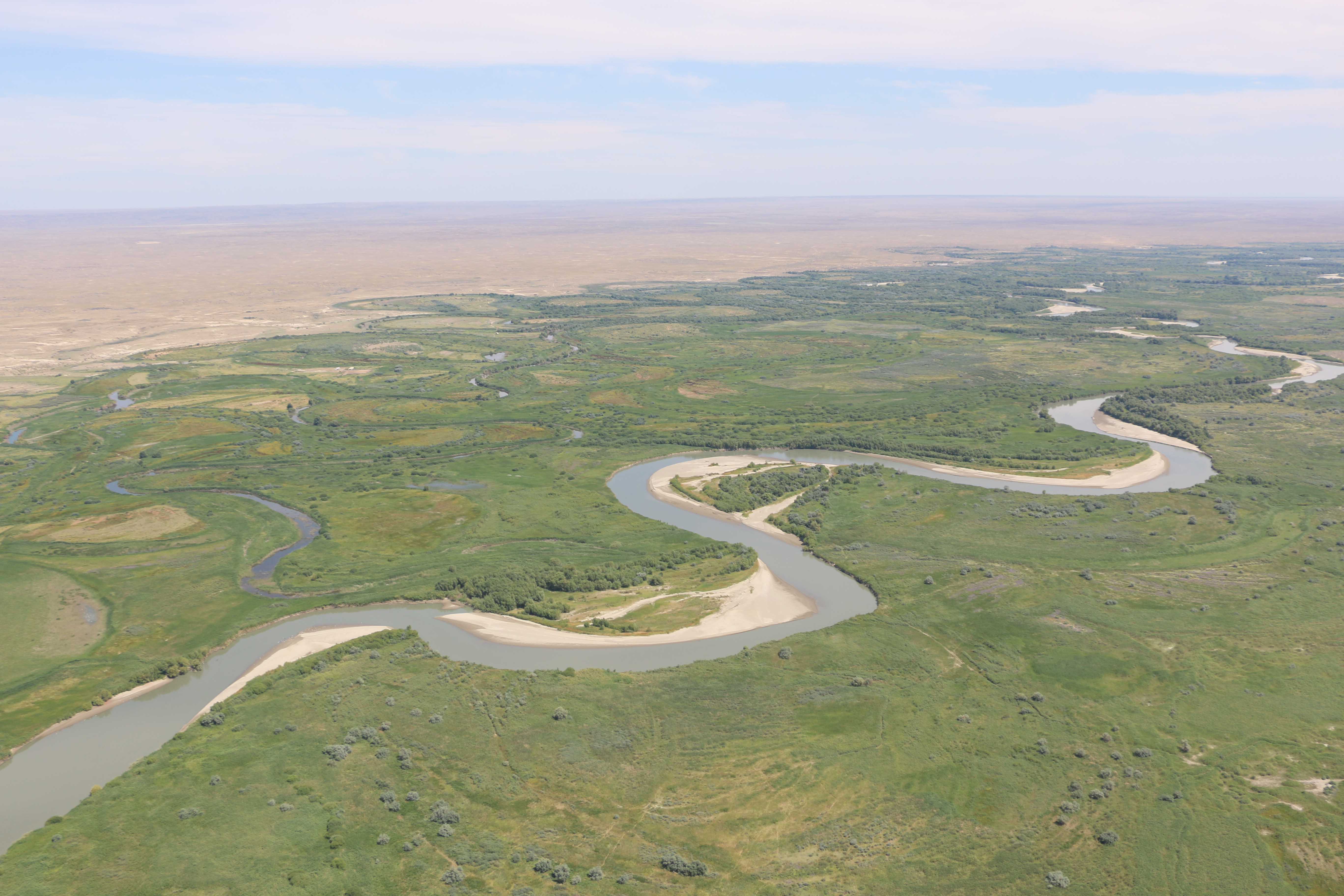
Река Каратал

Длина 390 км, площадь бассейна 19,1 тыс. км². Образуется при слиянии трёх речек, называющихся Текелинка, Чажа и Кора. Начальные 160 км носит горный характер, из Джунгарского Алатау, затем течёт по песчаной пустыне Сарыесик-Атырау, последние 40 километров до впадения в Балхаш река образует обширную дельту площадью 860 км². В среднем течении в прошлом многоводное русло Каратала было нестабильным из-за лёгкого размыва песчано-глинистых почв. Основное питание ледниковое и снеговое.
Река Биже, являясь последним и самым длинным притоком Каратала, впадает в него слева. Другие притоки — Кара, Теректы, Лаба, Балыкты, Мокур и самая многоводная Коксу. Река, как и её притоки, селеопасна, особенно после ливневых дождей. По данным многолетних наблюдений среднегодовой расход воды реки у г. Уштобе составляет 66,7 м³/с, или 2,1 км³/год. Замерзает в декабре, вскрывается в марте. Каратал является вторым по объёму стока воды и по хозяйственному значению притоком озера Балхаш после реки Или, обеспечивая порядка 20 % речного стока в озеро и около 10-12 % его ежегодного объёма.

### Гидрологический режим
Половодье наблюдается в мае-августе. С началом сентябрьского похолодания водность Каратала начинает резко убывать, а уже в октябре во многих местах образуются броды. Вода в Каратале чистая, дно в основном каменистое, сложенное вынесенными продуктами разрушения гор. В начале XX века Каратал впадал в озеро Балхаш 5 устьями. В XIX веке таких русел было только 2: тогда главное русло Каратала впадало в озеро недалеко от песчаных бугров Ак-Тюбе; меньший же рукав доходил до Балхаша через оз. Калган-куль. Теперь этот ранее небольшой рукав сделался главным протоком Каратала, не имеющим вовсе бродов; прежний же рукав в настоящее время во многих местах практически высох. В результате река стала впадать в Балхаш фактически одним руслом. Такая перемена была связана с тем, что ранее кочевые казахи Большой орды стали заниматься овощеводством и запрудили главное русло для того, чтобы им было удобнее выводить воду в арыки для орошения полей.

## Описание
По своей величине река Каратал занимает второе место после реки Или на территории Семиречья. В переводе с казахского языка река переводится, как «Черная ива». С запада в реку Каратал впадает многоводная река Коксу. На акватории реки обитают пеликаны, несколько видов уток, цапли и другие.

## Хозяйственное значение в историческом контексте
Устья всех 5 протоков дельты Каратала окружены мокрыми камышами и с суши недоступны. Дельта Каратала в начале XX века была очень обширна (до 250 км².), но только половина этой земли была пригодна для хлебопашества; другая её часть была и остаётся занята камышами или песками. Луговых мест по нижнему течению реки мало; подножный корм составляют всё те же камыш и осока. На правой стороне старого Каратала, в 20 км выше устья, между песчаными буграми находятся соляные озера, называемые Каратыген, из которых казахи ранее ежегодно добывали несколько десятков тысяч пудов соли. Соль из этого региона считалась лучшей во всем Семиречье. По бассейну Каратала ранее кочевали казахи Большой орды, племени джалаиров. В устье кочевые и полукочевые казахи в незначительном числе оставались кочевать и летом, оставляя при себе баранов и рогатый скот. Лошадей же и верблюдов летом как правило угоняли на горные пастбища, чтобы избавить их от оводов, комаров и прочего гнуса.

## Современное хозяйственное значение
На реке находятся города Талды-Курган, Текели и Уштобе. На реке расположен каскад малых ГЭС. Вода реки активно используется для крупномасштабного орошения и прочих хозяйственных нужд с середины XX века, из-за чего водность основного русла Каратала уменьшилась при увеличении концентрации разного рода химических элементов и пестицидов. Наблюдается постепенное усыхание дельты, а также падение уровня озера Балхаш со всеми вытекающими из этого экологическими проблемами.

## Фотографии

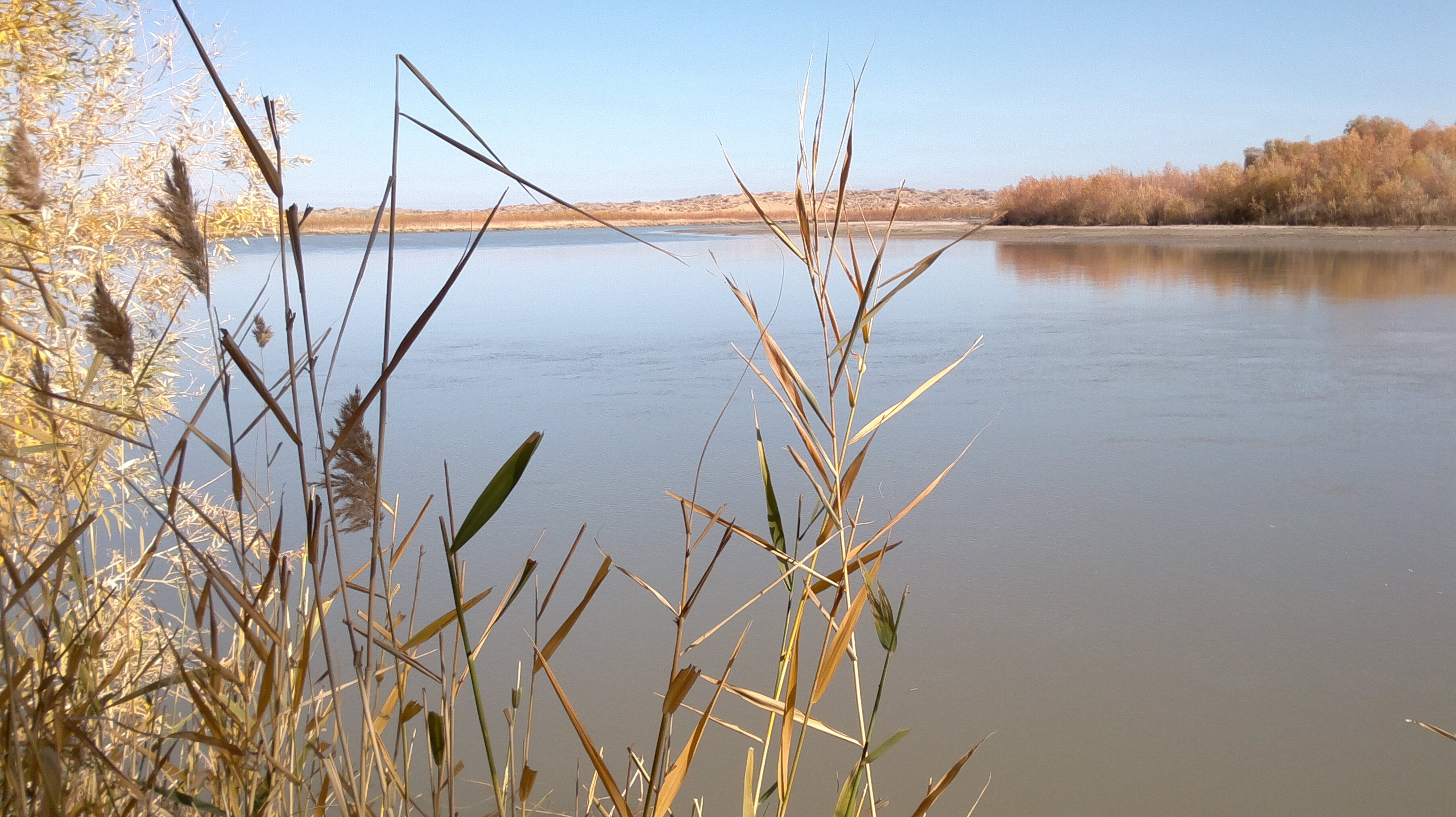
Река Каратал в низовьях
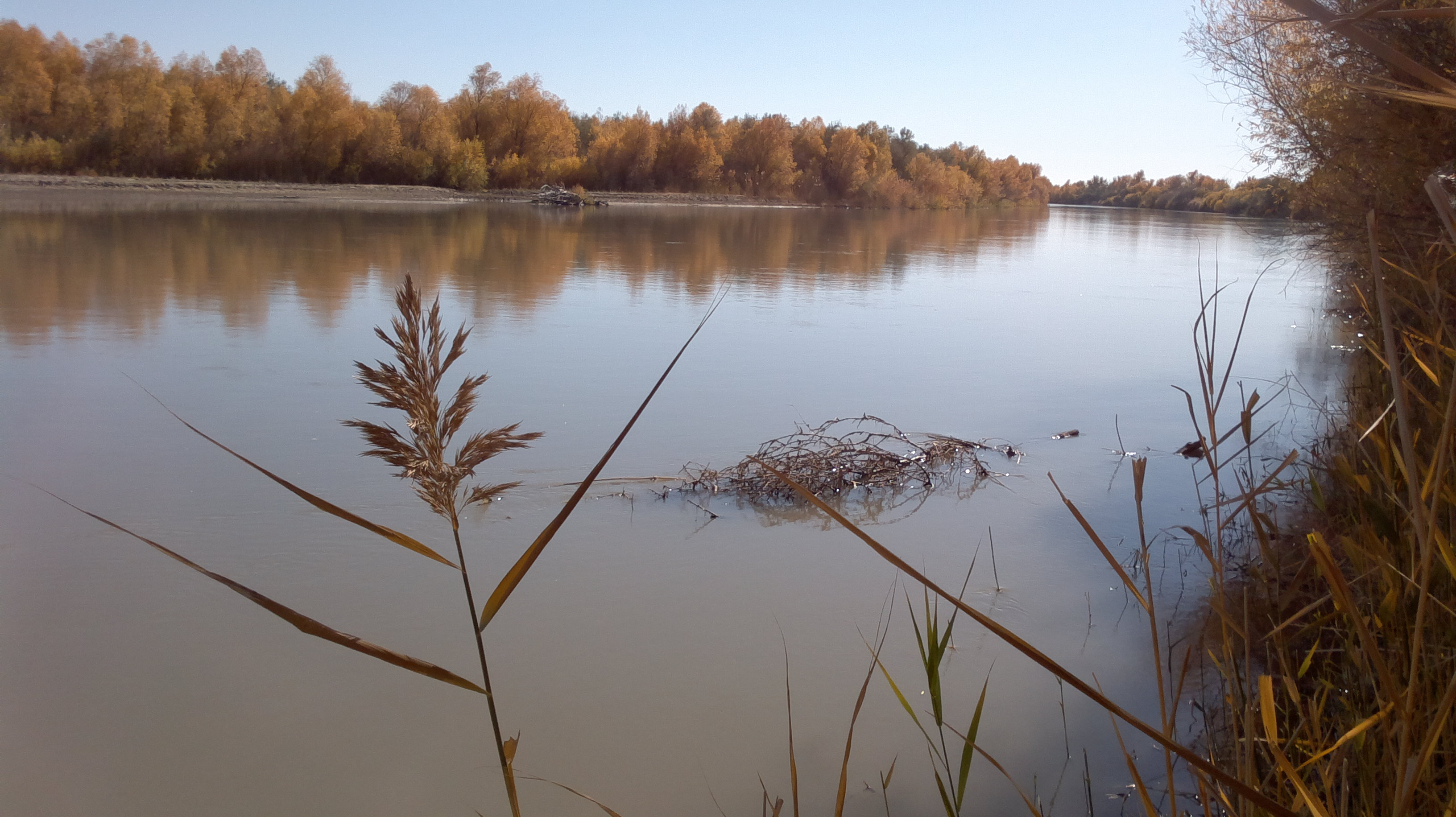
Река Каратал у п.Аккиик
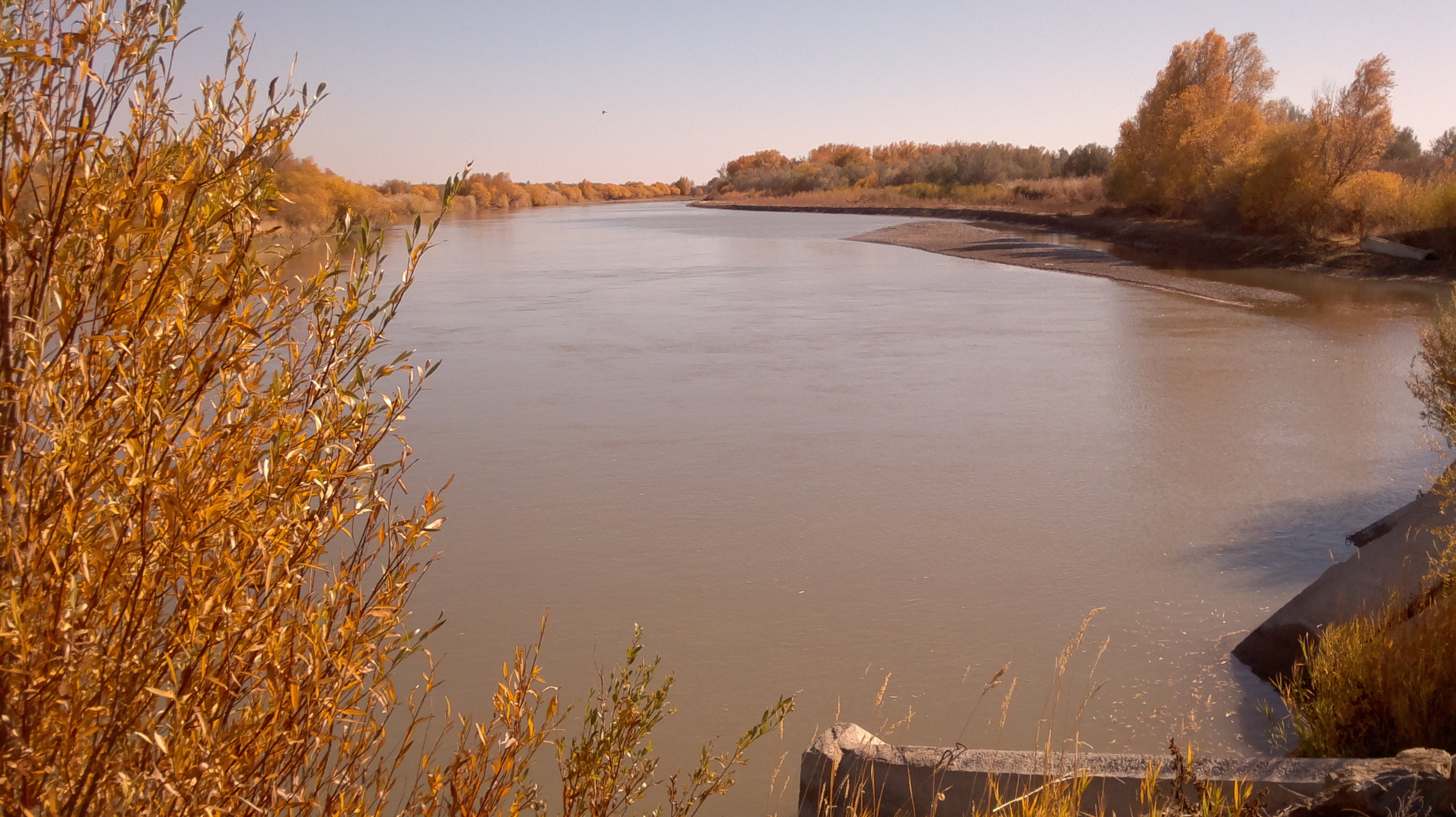
Каратал